# Alberto de la Bella
Alberto de la Bella, né le 2 décembre 1985 à Santa Coloma de Gramenet en Catalogne, est un footballeur espagnol, international catalan, évoluant au poste d'arrière gauche au FC Carthagène, prêté par l'UD Las Palmas.

## Biographie

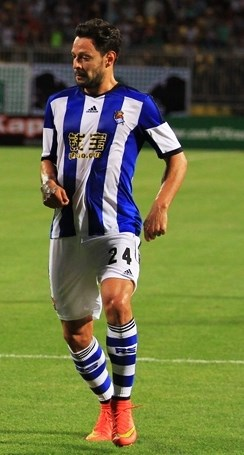
De la Bella avec la Real Sociedad en 2014

Le 10 septembre 2020, il est prêté pour une saison au FC Carthagène par l'UD Las Palmas.

## Palmarès

### En club
- Real Sociedad
  - Championnat d'Espagne de Segunda División en 2010

- Olympiakos
  - Championnat de Grèce en 2017

### Distinction personnelle
- Membre de l'équipe type du championnat d'Espagne en 2013 (avec la Real Sociedad)